# Bombon, Seine-et-Marne
Bombon är en kommun i departementet Seine-et-Marne i regionen Île-de-France i norra Frankrike. Kommunen ligger i kantonen Mormant som tillhör arrondissementet Melun. År 2022 hade Bombon 936 invånare.

## Befolkningsutveckling
Antalet invånare i kommunen Bombon
| Referens: INSEE |